# Hvalbas kommun
Hvalbas kommun (färöiska: Hvalbiar kommuna) är en kommun på Färöarna, belägen på den norra delen av ögruppens sydligaste ö Suðuroy. Kommunen omfattar förutom centralorten Hvalba även Sandvík. Till kommunen hör även den obebodda ön Lítla Dímun, vars mark ägs av invånare i Hvalba. Vid folkräkningen 2015 hade kommunen 713 invånare.

## Befolkningsutveckling
| Befolkningsutvecklingen i Hvalbas kommun 1985–2015 | Befolkningsutvecklingen i Hvalbas kommun 1985–2015 | Befolkningsutvecklingen i Hvalbas kommun 1985–2015 | Befolkningsutvecklingen i Hvalbas kommun 1985–2015 | Befolkningsutvecklingen i Hvalbas kommun 1985–2015 |
| -------------------------------------------------- | -------------------------------------------------- | -------------------------------------------------- | -------------------------------------------------- | -------------------------------------------------- |
|                                                    |                                                    |                                                    |                                                    |                                                    |
| År                                                 |                                                    |                                                    | Folkmängd                                          |                                                    |
| 1985                                               | 1985                                               |                                                    | 822                                                |                                                    |
| 1990                                               | 1990                                               |                                                    | 851                                                |                                                    |
| 1995                                               | 1995                                               |                                                    | 766                                                |                                                    |
| 2000                                               | 2000                                               |                                                    | 768                                                |                                                    |
| 2005                                               | 2005                                               |                                                    | 768                                                |                                                    |
| 2010                                               | 2010                                               |                                                    | 697                                                |                                                    |
| 2015                                               | 2015                                               |                                                    | 713                                                |                                                    |
|                                                    |                                                    |                                                    |                                                    |                                                    |